# Fernando Tambroni
'Fernando Tambroni'Armaroli , italijanski politik, * 25. november 1901, Ascoli Piceno, † 18. februar 1963, Rim.
Tambroni je v svoji politični karieri bil: predsednik Vlade Italije (1960), minister za notranje zadeve Italije (1955-59), minister za proračun Italije (1959-60), minister zakladnice Italije (1959-60), minister za trgovsko mornarico Italije (1953-55),...